# スカボロー (メイン州)
スカボロー（英: Scarborough）は、アメリカ合衆国メイン州のカンバーランド郡にある町。人口は2万2135人（2020年）。海岸リゾート地域に入っている。ポートランドの南11キロメートルに位置し、ポートランド都市圏に属している。

## 歴史
スカボローとなった地域はアベナキ族インディアンが「多くの草が生える場所」を意味する「オワスコーグ」と呼んでいた。大きな塩沼があったことによっていた。
1630年頃、ジョン・ストラットンがスカボロー海岸沖のソコー湾にあるストラットン島に交易基地を開いた。1631年、ニューイングランドのプリマス・カウンシルがウォリック伯爵の甥であるトマス・カモック船長に「ブラック・ポイント特許」を与えた。1635年、コモックは1,500エーカー (6.1 km2) の土地に1軒の家を建て住み始めた。その土地はスパーウィンク川からブラック・ポイントまで広がっており、今日ではプロタス・ネックと呼ばれている。しかし、カモックはその領地を売却して西インド諸島に移って行った。それでもブラック・ポイント、ブルー・ポイント（パイン・ポイントとも呼ばれた）、ダンスタン（ウェスト・スカボロー）、ストラットン島で開拓地が発展した。1650年までに、50軒の家があった。この町は漁業や農業に適していた。1658年7月14日、マサチューセッツ植民地議会がこの町をスカボローとして法人化した。その名はイングランドのヨークシャー州、スカーブラから採られた。
1675年にフィリップ王戦争が起きた時、スカボローは100軒以上の家屋と1,000頭の牛がいる重要な海岸開拓地だった。1676年までに戦争の結果として町は被害を受け、開拓者の中にはインディアンに殺された者もおれば、人質になった者もいた。その後の1677年、マサチューセッツが同盟インディアンを伴った兵士を送り、町に再度入植できるようにした。1677年6月29日、策略として送られたインディアンをこの兵士の部隊が追及している間に、スカンド酋長の指揮する戦士たちに待ち伏せされた。100名近くいたニューイングランド民兵隊の中で、50ないし60名が殺されるか致命傷を負った。この被害者の中にはベンジャミン・スウェット大尉もいた。この戦闘はムーアズブルックの戦いと呼ばれ、軍事的に悲惨な敗北になった。1681年、ブラック・ポイントに大きな砦が建設された。ウィリアム王戦争のときに、ゲリラの侵入の間に何度か再建が試みられた後に、生き残った者達は1690年に脱出し、南のニューハンプシャーのポーツマス、あるいはボストンに移動した。
1699年、マサチューセッツ湾植民地と東部インディアンの間に休戦が成立した。スカボローへの再入植は1702年に始まり、リンから7人の開拓者が入って、プラウツネックのガリソンズコーブ西岸に砦の建設を始めた。この砦はジョン・ララビー大尉が指揮した。
休戦合意が有ったにも拘わらず、1703年8月、スール・ド・ボーバサンの指揮する500名のフランス人とインディアンが、カスコ湾（ポートランド）からウェルズまでのイギリス人開拓地を突然襲ってきた。プラウツネックの砦は崖の上にあった。フランス人とインディアンが到着したとき、張り出した崖によって砲火でから守られていた。その後崖の下にトンネルを掘って、砦を破ろうとした。2日間土砂降りの雨が降って川岸をぬかるみにし、以前は隠されていた掘削作業者が砦の狙撃兵から見えるようにならなければ、フランス・インディアン連合軍は砦奪取と中の8人の捕獲に成功していたかもしれない。しかし、ボーバサンはより容易な餌食を求めて退却した。
その後もインディアンから時折嫌がらせがあったものの、2回目の開拓は成功した。1749年までに経済的にも立ちいくようになった。牛と木材が重要な輸出用商品であり、水力を使える場所で多くの製材所が操業された。

## 地理
アメリカ合衆国国勢調査局に拠れば、市域全面積は70.63平方マイル (182.93 km2)であり、このうち陸地47.61平方マイル (123.31 km2)、水域は23.02平方マイル (59.62 km2)で水域率は32.59%である。市内をスカボロー川、ノンサッチ川、リビー川、スパーウィンク川が流れ、大西洋の一部であるメイン湾に面している。最高地点は標高186フィート (57 m) のフォッグヒルである。スカボローの開拓初期に、標高144フィート (44 m) のスコットウヒルで焚き火が焚かれ、周辺地域に危険の到来を警告した。
市内を州間高速道路95号線、同295号線、アメリカ国道1号線、さらに州道9号線、77号線、114号線、207号線が通っている。北東はケープエリザベスの町、北と北西はサウスポートランドとウェストブルック、西はゴーラムとバクストン、南と南西にはソコーとオールドオーチャードビーチに接している。

## 人口動態

### 2010年国勢調査
以下は2010年国勢調査による人口統計データである。
| 基礎データ - 人口: 18,919 人 - 世帯数: 7,506 世帯 - 家族数: 5,201 家族 - 人口密度: 153.4人/km2（397.4 人/mi2） - 住居数: 8,617 軒 - 住居密度: 69.9 軒/km2（181.0 軒/mi2） 人種別人口構成 - 白人: 94.9% - アフリカン・アメリカン: 0.5% - ネイティブ・アメリカン: 0.2% - アジア人: 2.7% - その他の人種: 0.3% - 混血: 1.4% - ヒスパニック・ラテン系: 1.2% | 年齢別人口構成 - 18歳未満: 23.6% - 18-24歳: 5.2% - 25-44歳: 21.9% - 45-64歳: 31.9% - 65歳以上: 17.2% - 年齢の中央値: 45歳 - 性比（女性100人あたり男性の人口） - 総人口: 93.8 世帯と家族（対世帯数） - 18歳未満の子供がいる: 33.0% - 結婚・同居している夫婦: 58.0% - 未婚・離婚・死別女性が世帯主: 8.1% - 非家族世帯: 30.7% - 単身世帯: 24.0% - 65歳以上の老人1人暮らし: 12.0% - 平均構成人数 - 世帯: 2.48人 - 家族: 2.97人 |

### 2000年国勢調査
以下は2000年国勢調査による人口統計データである。
| 基礎データ - 人口: 16,790 人 - 世帯数: 6,462 世帯 - 家族数: 4,678 家族 - 人口密度: 137.3人/km2（355.7 人/mi2） - 住居数: 7,233 軒 - 住居密度: 58.5軒/km2（151.6 軒/mi2） 人種別人口構成 - 白人: 97.34% - アフリカン・アメリカン: 0.38% - ネイティブ・アメリカン: 0.18% - アジア人: 1.16% - 太平洋諸島系: 0.01% - その他の人種: 0.17% - 混血: 0.77% - ヒスパニック・ラテン系: 0.48% | 年齢別人口構成 - 18歳未満: 25.9% - 18-24歳: 4.9% - 25-44歳: 30.8% - 45-64歳: 25.3% - 65歳以上: 13.0% - 年齢の中央値: 39歳 - 性比（女性100人あたり男性の人口） - 総人口: 95.6 - 18歳以上: 92.2 世帯と家族（対世帯数） - 18歳未満の子供がいる: 35.1% - 結婚・同居している夫婦: 62.8% - 未婚・離婚・死別女性が世帯主: 7.0% - 非家族世帯: 27.6% - 単身世帯: 20.7% - 65歳以上の老人1人暮らし: 7.4% - 平均構成人数 - 世帯: 2.59人 - 家族: 3.02人 | 収入と家計 - 収入の中央値 - 世帯: 56,491米ドル - 家族: 65,138米ドル - 性別 - 男性: 41,148米ドル - 女性: 31,372米ドル - 人口1人あたり収入: 26,321米ドル - 貧困線以下 - 対人口: 4.0% - 対家族数: 3.0% - 18歳未満: 2.7% - 65歳以上: 3.0% |

## 町政府
町は、1969年10月7日から町政委員会・マネジャー方式の政府を採用している。

## 経済
スカボローにはスーパーマーケットのハナフォードが本社を構えている。

## 公立学校

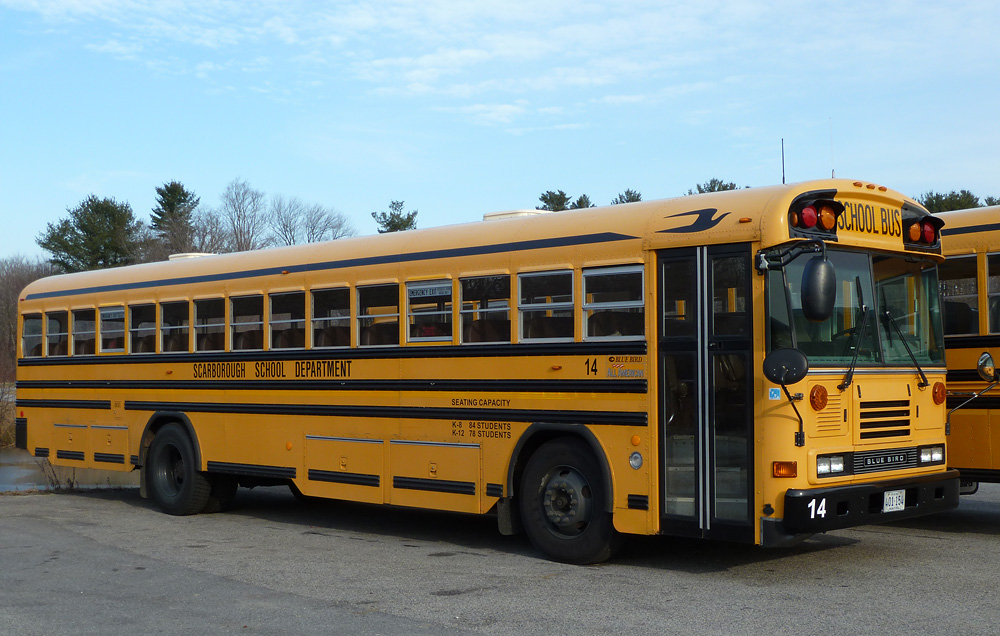
スカボロー・スクールバス

スカボローの町には幼稚園児から12年生までを教える公共教育学区がある。
- スカボロー高校
- スカボロー中学校
- ウェントワース中間学校
- エイトコーナーズ小学校
- プレザントヒル小学校
- ブルーポイント小学校

## 地区
- ブルーポイント
- クルサード・ファームズ
- ダンスタン（国道1号線とブロードターン道路およびパインポイント道路の交差点を中心にする）
- エイトコーナーズ
- ヒギンスビーチ
- ノーススカボロー
- オークヒル（町の中心、町役場や高校、ショッピングプラザもある）
- パインポイント（スカボローマーシュとソコー湾の間）
- プレザントヒル
- プラウツネック（メイン湾に突き出ており、南西海岸がソコー湾の北東端になる）
- ウェストスカボロー

## 見どころ
- ヒギンスビーチ
- ヒギンスビーチ・マーケット
- スカボロービーチ州立公園
- スカボロー歴史協会と博物館
- スカボローマーシュ・オーデュボン・センター
- スカボロー公共図書館
- スカボロー川野生生物保護区
- ビーチリッジ・モータースピードウェイ

## 著名な出身者
- ルーファス・キング、ニューヨーク州選出アメリカ合衆国上院議員、アメリカ合衆国憲法署名者、駐英大使
- ウィリアム・キング、初代メイン州知事
- エリン・パール、フィギュアスケート選手